# Abarema aspleniifolia
Abarema aspleniifolia és una espècie de llegum del gènere Abarema de la família Fabaceae.